# Eikelandsosen
Eikelandsosen es una localidad situada en el municipio de Bjørnafjorden, en la provincia de Vestland, Noruega. Tiene una población estimada, a inicios de 2024, de 527 habitantes.
Se ubica en el Eikelandsfjorden, una ramificación del Fusafjorden. Está al sudeste de Holmefjord, al oeste de Holdhus y al noreste de Fusa.